# Префектура претория
Префектура претория (лат. praefectura praetorio; греч. ἐπαρχότητα τῶν πραιτωρίων, ὑπαρχία τῶν πραιτωρίων) — крупнейшая единица административного деления поздней Римской империи. 
Префектура претория являлась высшим уровнем территориального деления и включала диоцезы, находившиеся на среднем уровне и провинции, находившиеся на нижнем. Префектуры претория возникли в правление Константина I (306—337) и приняли свою более или менее окончательную форму в последней трети IV века, сохранившись до VII века, когда реформы Ираклия уменьшили влияние префектур, а Арабские завоевания заставили Восточную Римскую империю перейти на фемную систему. Однако элементы административного аппарата префектур, согласно сохранившимся источникам, сохранились в Византии до первой половины IX века. В 337 году были созданы преторианская префектура Галлии, преторианская префектура Востока и преторианская префектура Италии, Иллирии и Африки (позднее — просто Италии), в 347 году из последней была выделена преторианская префектура Иллирии, в 534 году в Византийской империи была создана преторианская префектура Африки.

## История

### До смерти Константина I

Карта Римской империи времён Тетрархии, показывающая диоцезы и зоны, контролируемые тетрархами.

Должность префекта претория имеет длинную историю, уходящую во времена начала Римской империи: исходно, два её носителя были командирами преторианской гвардии, которые постепенно стали главными помощниками императора, сосредоточившими большие административные и юридические полномочия. Точно не известно, каким образом произошло преобразование этого учреждения в главный орган территориального управления. Распространённое мнение, основанное на сообщениях Зосима, что Константин I учредил преторианские префектуры как орган именно территориального управления ранее, чем в 318 или 324 году, после своей победы над Лицинием, является, вероятно, ошибочным.
Во время Тетрархии, когда число носителей императорского звания увеличилось (два старших императора, августа, и их двое младших коллег, цезарей), существовало только два префекта претория, вероятно, прикреплённых к каждому из августов. В этот период власть префекта была практически неограниченна. Говоря словами А. Джонса, он был «кем-то вроде великого визиря, второго после императора, имеющего широкие полномочия почти во всех сферах управления, военно и юридического, финансового и общегосударственного. Он был начальником штаба императора, его генерал-адъютантом и генерал-квартирмейстером…». После отречения Диоклетиана в 305 году началась гражданская война между соимператорами, во время которой каждый из соперников назначал своего собственного префекта. Эта схема сохранялась всё время, пока империя была разделена между Лицинием и Константином.
Вслед за победой Константина над Лицинием и объединением империи под его властью, должность была преобразована. Военные обязанности префекта были переданы учреждённым magister peditum и magister equitum («командир пехоты» и «командир всадников»). В качестве могущественного главы дворцовой бюрократии и гражданских служб появился magister officiorum, выступавший в качестве противовеса власти префекта. Эти реформы были результатом как отсутствия подходящих кандидатов для выполнения разнообразных задач префекта, так и желания уменьшить возможную опасность вызова императорской власти со стороны слишком могущественного чиновника. Должность префекта, таким образом, была сведена к чисто гражданским вопросам, хотя и продолжала оставаться первой в имперской иерархии, непосредственно ниже императора. Другим важным отличием от практики времён Тетрархии являлось увеличение количества префектов: не менее пяти человек были носителем этого звания в 332 году. Это, вероятно, связано с желанием Константина дать своим сыновьям в управление отдельные территории, предполагая разделение империи после своей смерти. В этом могут быть истоки территориальных префектур позднейшего времени.

### После смерти Константина I

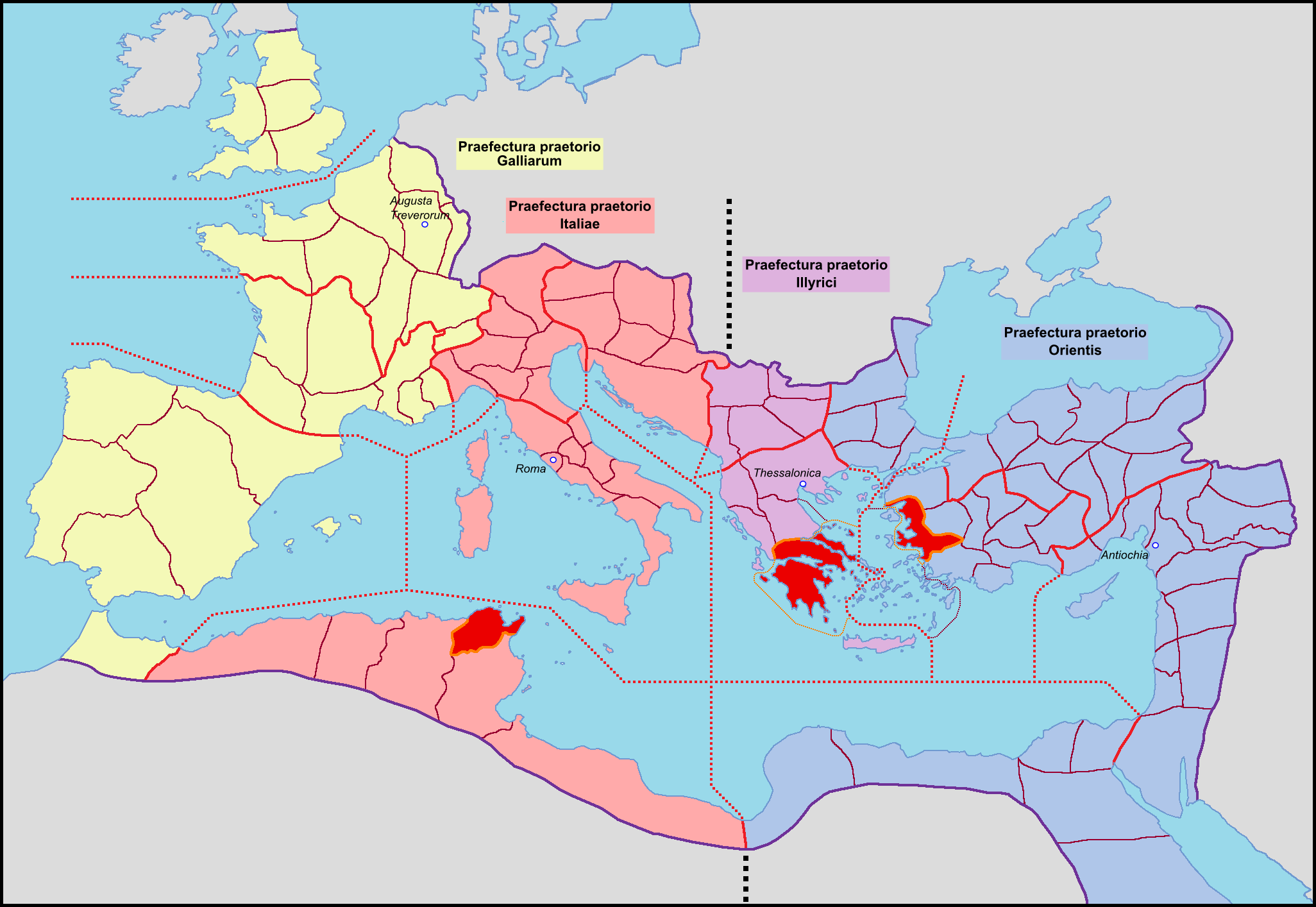
Четыре преторианские префектуры, согласно Notitia Dignitatum, ca. 400 AD.

После смерти Константина в 337 году три пережившие его сына разделили империю между собой. Каждый из новых августов имел своего собственного префекта, и это разделение стало первой версией постоянного деления на префектуры претория:
- Западная преторианская префектура Галлии
  - Диоцез Галлия
  - Диоцез Вьенна[англ.]
  - Диоцез Испания
  - Диоцез Британия
- центральная преторианская префектура Италии, Иллирии и Африки
  - Диоцез Сельская Италия[вд]
  - Диоцез Пригородная Италия[вд]
  - Диоцез Африка
  - Диоцез Паннония[англ.]
  - Диоцез Дакия[англ.]
  - Диоцез Македония[англ.]
- восточная преторианская префектура Востока
  - Диоцез Фракия
  - Диоцез Азия
  - Диоцез Понт
  - Диоцез Восток
  - Диоцез Египет

В 346—347 годах Констанций II выделил из префектуры Италии, Иллирии и Африки префектуру Иллирии, состоявшая из диоцезов Паннонии, Дакии и Македонии и существовавшая до 361 года. После этого произошло ещё несколько изменений, и в 395 году, при окончательном разделе Римской империи на Западную и Восточную, система преторианских префектур сложилась в законченном виде, который был описан в начале V века в Notitia dignitatum («список должностей»):
- Западная Римская империя
  - Преторианская префектура Галлии
    - Диоцез Галлия
    - Диоцез Вьенна[англ.]
    - Диоцез Испания
    - Диоцез Британия

  - Преторианская префектура Италии
    - Диоцез Сельская Италия[вд]
    - Диоцез Пригородная Италия[вд]
    - Диоцез Африка
- Восточная Римская империя
  - Преторианская префектура Иллирии
    - Диоцез Иллирия[англ.] (бывший диоцез Паннония)
    - Диоцез Дакия[англ.]
    - Диоцез Македония[англ.]

  - Преторианская префектура Востока
    - Диоцез Фракия
    - Диоцез Азия
    - Диоцез Понт
    - Диоцез Восток
    - Диоцез Египет

В течение V века Западная империя была захлёстнута вторжением германских племён. Однако префектура Италия была сохранена новым королевством Остготов, которое всё ещё являлось de jure частью империи, и остготский король Теодорих Великий даже восстановил префектуру Галлия на той небольшой части Галлии, которую он завоевал в 510-х годах. После отвоевания северной Африки в ходе Вандальской войны 533—534 годов, новые провинции были объединены императором Юстинианом I в преторианскую префектуру Африки, которая позже была преобразована в Африканский экзархат. Префектура Италии была также восстановлена после Готской войны а затем тоже преобразована в экзархат. На востоке префектуры продолжали функционировать до середины VII века, когда большинство восточных провинций было утрачено в ходе арабских завоеваний, а Балканы были заняты славянами, что привело к созданию фемной системы. В то же время, однако, реформы Ираклия отобрали у префекта подчинённые ему ранее финансовые учреждения, которые были преобразованы в независимые департаменты, руководимые логофетами. Последнее упоминание о префекте Востока встречается в законе 629 года. Однако, согласно некоторым исследователям, следы этой системы сохранились до начала IX века: Эрнст Штайн показал, что некоторые аспекты префектуры Иллирии сохранились в системе управления Фессалоники, тогда как Джон Халдон, основываясь на сигиллографических источниках и упоминаниях в византийской Тактиконах, зафиксировал существование более ранних систем управления в фемной системе, с, вероятно, надзорными функция префекта в Константинополе до 840-х годов.

## Полномочия префекта
Исходно префекты претория выбирались из сословия всадников. Реформы Константина зарезервировали эту должность для представителей класса сенаторов и её престиж поднялся на наивысшую высоту, так, что современные этому писатели называли её «высшим званием». Старшими из префектов считались префекты Востока и Италии, имевшие резиденции при дворе императоров и выступавшие в качестве их первых министров, тогда как префекты Иллирии и Галии занимали менее высокие позиции.
Префекты сохраняли контроль за большинством аспектов государственного управления своими провинциями, и только магистр оффиций конкурировал с ними за влияние. Префекты выполняли функции высших административных и юридических чиновников, как это было установлено ещё при Септимии Севере, а также главных финансовых чиновников, ответственных за бюджет. В своих юридических полномочиях им дозволялось вершить суд от имени императора (лат. vice sacra), и, в отличие от нижестоящих губернаторов, их решение не могло быть оспорено.
Аппарат префекта подразделялся на две главные части: schola excerptorum, который надзирал над административными и юридически делами, scriniarii, контролирующий финансовый сектор.